# Lomtjärnen (Harmångers socken, Hälsingland)
Lomtjärnen är en sjö i Nordanstigs kommun i Hälsingland och ingår i Harmångersåns huvudavrinningsområde.